# 横庙乡
横庙乡，是中华人民共和国四川省资阳市安岳县下辖的一个乡镇级行政单位。

## 行政区划
横庙乡下辖以下地区：
五柏村、老塘村、淘井村、芭蕉村、田柳村、牛厂村、高印村、枪模村、安大村、丰岩村、车前村和蜂坳村。
横庙乡地处川东地区的安岳县境内，东临四川遂宁、重庆潼南、铜梁、南邻重庆市大足县，西邻四川省内江市，北面相邻资中、乐至；距县城36公里，是一个半丘陵半山地为特征的农业大乡镇。横庙乡镇街道狭长交错，主要以政府街、学道街、印子街、建设街、横庙中心商业街、向下延伸的板凳石开发区，全乡主要以盛产黄花、红薯、生猪、竹子等作物作为老百姓经济来源，大约60%左右青壮年主要以在外打工为支柱，经济基础相对薄弱；横庙乡的开发潜力相当巨大，毗河饮水工程-关刀桥水库也快相继开工，规划中的烽石快速通道（烽火村-石羊)、李家至安岳改道县际公路、内-资-潼-广高速公路也将穿乡而过，横庙至白塔、石板、协和、高升、鱼龙、乾隆的通乡水泥路面也相继开通，同时，横庙乡还是一个赌博业相当发达的地方，佛教也同时相当繁荣，潜在的旅游资源有待于开发；山林幽高、翠柏葱葱、湿润爽朗的空气、神秘的古代遗址、耐人寻味的辰州移民文化......是朋友们旅游休闲、垂钓玩乐、烧香拜佛、求仙问道、商务养生的极品天然氧吧！